# Agroecomyrmecinae
Agroecomyrmecinae este o subfamilie de furnici care conține două genuri existente și două fosile. Subfamilia a fost clasificată inițial în 1930 de Carpenter ca Agroecomyrmecini, un trib de  Myrmicinae  Bolton a ridicat tribul la statutul de subfamilie în 2003, sugerând că Agroecomyrmecinae ar putea fi taxonul soră al lui Myrmicinae. De atunci s-a descoperit că este una dintre cele mai timpurii descendențe de furnici, o clade din politomie bazal pentru toate furnicile. În 2014, subfamilia a fost extinsă la două triburi. Tribul Ankylomyrmini a fost mutat din subfamilia Myrmicinae în Agroemyrmecinae.

## Triburi și genuri
- Agroecomyrmecinae Carpenter, 1930
  - Agroecomyrmecini Carpenter, 1930
    - †Agroecomyrmex Wheeler, 1910
      - †Agroecomyrmex duisburgi Wheeler, 1910

    - †Eulithomyrmex Carpenter, 1935
      - †Eulithomyrmex rugosus Carpenter, 1930
      - †Eulithomyrmex striatus Carpenter, 1930

    - Tatuidris Brown & Kempf, 1968
      - Tatuidris tatusia Brown & Kempf, 1968 (=T. kapasi Lacau & Groc, 2012)[6]

  - Ankylomyrmini
    - Ankylomyrma Bolton, 1973

## Taxonomie
De la descrierea originală, statutul sistematic al tribului Agroecomyrmecini a fost punctul central al dezbaterii intense. Bolton (2003) a fost primul care a sugerat instabilitatea taxonomică a Tatuidris în Myrmicinae și a ridicat genul la nivelul unei noi subfamilii, Agroecomyrmecinae, sugerând că Agroecomyrmecinae ar putea fi taxonul soră al Myrmicinae. Această evaluare s-a bazat pe aceste caractere de diagnosticare:
1. mandibule mari cu margini masticatorii mandibulare care se opun la închiderea completă, dar nu se suprapun
2. ochii la vârful posterior extrem de scrobes antenă profundă
3. clypeus foarte larg triunghiular, introdus în linii mari între lobii frontali
4. prize antenă și lobii frontali puternic migrat lateral, departe în afară și aproape de marginile laterale ale capului
5. mesotibia și metatibia cu pinteni pectinate
6. mesosoma scurtă și compactă
7. un petiol  sessile, în vederea posterioară tergite și sternit nu la fel de convexe
8. un segment abdominal III (postpetiol) fără fuziune tergosternală, segment mare și foarte larg articulat la segmentul IV,
9. un helcium în vedere frontală cu sternite bombat ventrally și suprapuse de tergit
10. un segment abdominal IV cu o fuziune tergosternală completă,[note 1]
11. segmentul abdominal IV cu un stridulitrum pe pretergit
12. sternita segmentului abdominal IV este redusă, tergitul este mult mai mare decât sternita și puternic boltită

Rangul subfamiliei furnicilor armadillo a fost reevaluat de Baroni Urbani & de Andrade (2007) în ultima lor evaluare sistematică a [[Dacetini|dacetine]. Ei au analizat un set de date morfologice care includea foste dacetine, basicerotine, phaladromyrmecines, și Tatuidris, precum și alte taxe non-Myrmicinae, cum ar fi genul australian Myrmecia și genul neotropical Pseudomyrmex. Această lucrare a fost prima încercare de a include Tatuidris ca taxon terminal într-o analiză morfologică cladistică. În studiul lor, Baroni Urbani & de Andrade (2007) a identificat șase morfologice synapomorphies împărțite între Tatuidris și dacetine, justificând includerea genului în Myrmicinae. Aceste caractere au inclus:
1. mandibule în repaus opuse cel puțin în parte, în loc de trecere
2. un indice mandibular-torular < 130
3. reducerea palps maxilare de la dublu-unite la single-unite
4. mandibule reduse de sex masculin
5. prezența unui club antenă cu două segmente
6. număr redus de articulații antenă

În plus, două autapomorphies (un petiolar în formă diferită tergum și stern, iar ochii de la sau de aproape de vârful scrobului antenă] separate "'Tatuidris de toate celelalte genuri de furnici existente incluse în studiul lor.
Spre deosebire de studiile filogenetice bazate pe trăsături morfologice, analizele moleculare ale filogeniei interne a furnicilor au dat dovezi clare că furnicile armadillo nu sunt nici strâns legate de, nici imbricate în myrmicinae. Brady et al. (2006), Moreau et al. (2006) și Rabeling et al. (2008) arbori filogenetici reconstruiți cu agroecomyrmecines în interiorul grupului de subfamilii "poneroid", aproape de Paraponerinae, și a sprijinit excluderea genului din Myrmicinae, o subfamilie situată în interiorul cladei "formicoid". Având în vedere apariția timpurie a Agroecommecinae în evidența geologică, similitudinile furnicilor armadillo cu Myrmicinae au fost ipotetice pentru a reprezenta convergența și/sau retenția formelor plesiomorfe .
Recent, Keller (2011) a contestat relațiile filogenetice ale subfamiliilor poneromorfe (inclusiv "Tatuidris").

### Distribuție
Potrivit lui Brown & Kempf (1967), agroecomyrmecines au fost probabil răspândite în ambele emisfere la începutul Terțiarului.  Agroecomyrmex este cunoscută din Eocenul timpuriu, Lutetian, Chihlimbar baltic datând de acum 44 de milioane de ani (Myr) și Eulitomyrmex din eocenul târziu, Priabonian,  Florissant șist (34.1 Myr în urmă) în prezent Colorado, Statele Unite.
Tatuidrissunt rare, distribuite în linii mari în Brazilia centrală, locuiește în așternutul de frunze din pădurile neotropicale din America Centrală și de Sud, de la Mexic la Guyana Franceză, Ankylomyrma este cunoscută doar din Africa de Vest.